# Нагрудний знак МОН України «За наукові та освітні досягнення»
Нагру́дний знак «За науко́ві та освітні дося́гнення»  — вручається з 2013 рр. (протягом 2007—2013 рр. — вручався нагру́дний знак «За науко́ві дося́гнення» ) — заохочувальна відомча відзнака Міністерства освіти і науки України. Має найвищий ступінь серед відзнак, запроваджених Міністерством освіти і науки України: подяка; грамота; почесна грамота; нагрудний знак «Відмінник освіти»; нагрудний знак «Василь Сухомлинський»; нагрудний знак «За науко́ві та освітні дося́гнення».
Дизайн ТОВ "Нагороди України". Автор Герасько М. О.

## Відомості про нагороду
Нагрудним знаком «За наукові та освітні досягнення» (з 2013 р.) нагороджуються наукові і науково-педагогічні працівники, державні службовці за бездоганну працю та особисті заслуги під час виконання службових обов'язків, пов'язаних з формуванням та забезпеченням реалізації державної політики у сфері освіти і науки, досягнення визначних успіхів у науковій та науково-педагогічній діяльності, науково-методичному забезпеченні вищої освіти, здійсненні аналітично-прогностичної діяльності, визначенні перспектив та напрямів розвитку вищої освіти, розробці програм розвитку вищої освіти, проведенні моніторингу якості освіти, підготовці кадрів вищої кваліфікації; організації та координації наукової, науково-методичної та науково-дослідної роботи, підготовці, перепідготовці та підвищенні кваліфікації наукових та науково-педагогічних кадрів. Стаж роботи у зазначеній сфері освіти не менше 10 років та нагрудний знак МОН України «Відмінник освіти».

Разом з Нагрудним знаком нагородженому вручається посвідчення, зразок якого затверджується Міністерством освіти і науки України.
Повторне нагородження Нагрудним знаком не проводиться.
Нагрудний знак носиться з правого боку грудей і розміщується нижче знаків державних нагород України, іноземних державних нагород.
Дизайн ТОВ "Нагороди України". Автор Герасько М. О.